# هيروشي أوتسوكي
هيروشي أُوتسوكي (باليابانية: 大槻 紘士) (23 أبريل 1980 في ناغاوكاكيو في اليابان – )؛ هو لاعب كرة قدم ياباني سابق كان يلعب كلاعب وسط.

## وصلات خارجية
- هيروشي أوتسوكي على موقع رابطة كرة القدم اليابانية للمحترفين (اليابانية)
- هيروشي أوتسوكي على موقع قاعدة بيانات كرة القدم.إي يو (الإنجليزية)
- هيروشي أوتسوكي على موقع عالم كرة القدم.نت (الإنجليزية)